# Mirko Puzović
Mirko Puzović, född den 24 april 1956, är en jugoslavisk boxare som tog OS-brons i lätt welterviktsboxning 1984 i Los Angeles. I semifinalen förlorade han med 0-5 mot Jerry Page från USA.